# Correspondent

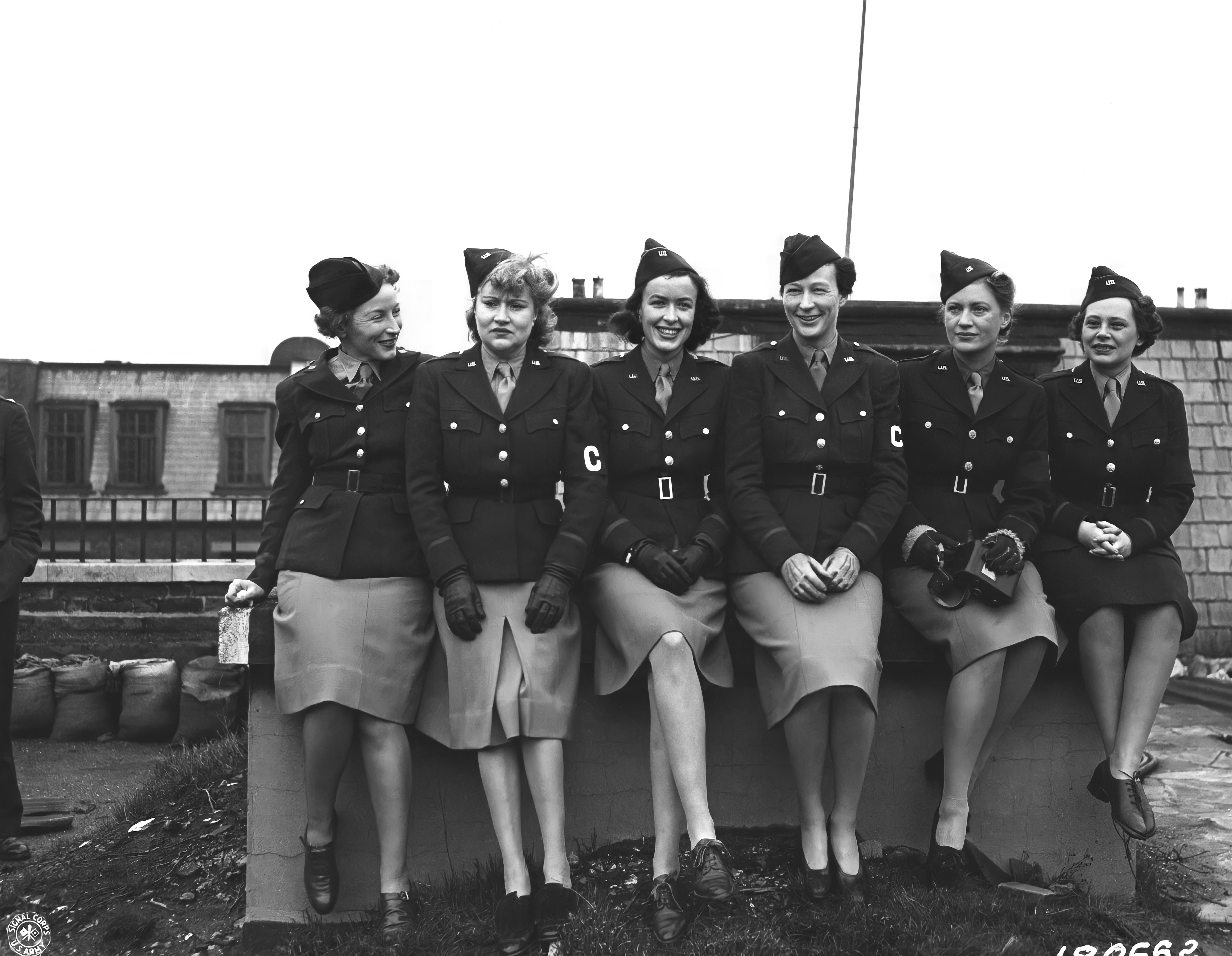
Oorlogscorrespondenten in 1943

Een correspondent of correspondente is in het algemeen iemand die contact onderhoudt met personen of instellingen. In het privéleven is het iemand met wie brieven of e-mails worden uitgewisseld.
Als beroep is een correspondent een medewerker in de media met een specifieke rapportagetaak. Zo is er bijvoorbeeld een buitenlandse correspondent die gebeurtenissen vanuit het buitenland rapporteert en een oorlogscorrespondent die over oorlogen rapporteert. Een financiële correspondent rapporteert vanuit binnen- en buitenland over gebeurtenissen in de financiële wereld.
In de bankwereld is een correspondent een andere, meestal buitenlandse, bankinstelling met wie klantenservice wordt uitgewisseld.

## Trivia
- Ella Wild (1881-1932) was de eerste Zwitserse vrouwelijke parlementaire correspondent.[1]